# Newyorský filmový festival
Newyorský filmový festival (v originále New York Film Festival, zkracováno jako NYFF) je filmový festival, který se koná každý podzim v New Yorku a který pořádá Film at Lincoln Center. NYFF byl založen v roce 1963 Richardem Roudem a Amosem Vogelem za podpory prezidenta Lincolnova centra Williama Schumana a je jedním z nejdéle trvajících a nejprestižnějších filmových festivalů ve Spojených státech. Jedná se o nesoutěžní festival, jehož těžištěm je „hlavní pásmo“ obvykle 20-30 celovečerních filmů s dalšími sekcemi pro experimentální kinematografii a nové restaurované filmy.
Uměleckým ředitelem NYFF je Dennis Lim, v letech 2013 až 2019 byl ředitelem festivalu Kent Jones. 

## Sekce
Od roku 2020 je program festivalu rozdělen do následujících sekcí:

### Hlavní program (v origináleMain Slate)
"Main Slate" je hlavní sekcí festivalu, která obvykle zahrnuje 25-30 celovečerních filmů a má odrážet současný stav kinematografie. Program je směsicí významných mezinárodních artových filmů z festivalového okruhu, nových objevů a studiových snímků zaměřených na sezónu udělování cen. Studiové filmy jsou často vybírány jako zahajovací, hlavní a závěrečné filmy.

### Currents
Currents doplňuje Main Slate a sleduje ucelenější obraz současné kinematografie s důrazem na nové a inovativní formy a hlasy. Tato sekce jako jediná na festivalu představuje krátké filmy.

### Spotlight
Spotlight je přehlídkou nejočekávanějších a nejvýznamnějších filmů sezóny.

### Revivals
Sekce Revivals představuje významná díla renomovaných filmařů, která byla digitálně remasterována, restaurována a uchována za pomoci finančních partnerů.

### Talks
V sekci Talks najdete podrobné rozhovory s filmovými tvůrci, kritiky, kurátory a dalšími. 